# 比格洛岩
比格洛岩（英語：Bigelow Rock），是南極洲的岩石，位於瑪麗皇后地，處於沙克爾頓冰架以西，長50公里，根據美國海軍拍攝的空中照片繪入地圖，現時由南極條約體系管理。